# Сьорпаэс, Серджо
Серджо Сьорпаэс (итал. Sergio Siorpaes, 20 июля 1934, Кортина-д’Ампеццо, Венеция) — итальянский бобслеист, разгоняющий, выступавший за сборную Италии в конце 1950-х — середине 1960-х годов. Дважды бронзовый призёр зимних Олимпийских игр 1964 года в Инсбруке, пятикратный чемпион мира.

## Биография
Серджо Сьорпаэс родился 20 июля 1934 года в городе Кортина-д’Ампеццо, область Венеция. С ранних лет увлёкся спортом, позже заинтересовался бобслеем и прошёл отбор в национальную сборную Италии, присоединившись к ней в качестве разгоняющего. Первое время выступал в паре с пилотом Серджо Дзардини, потом перешёл в команду Эудженио Монти.
Сразу стал показывать неплохие результаты, на чемпионате мира 1958 года в немецком Гармиш-Партенкирхене выиграл серебряную медаль в двойках, годом спустя добился того же результата в швейцарском Санкт-Морице. На мировом первенстве 1960 года в родном Кортина-д’Ампеццо стал чемпионом, одержав победу в двойках. Не менее удачным получился чемпионат мира 1961 года в американском Лейк-Плэсиде, который принёс спортсмену сразу две золотые медали. На первенстве 1963 года в Игльсе Сьорпаэс пополнил медальную коллекцию ещё одним золотом.
Став одним из лидеров итальянской сборной, удостоился права защищать честь страны на Олимпийских играх 1964 года в Инсбруке, где занял третье место, как в программе двухместных экипажей, так и четырёхместных. В 1966 году одержал ещё одну победу на чемпионате мира в Кортина-д’Ампеццо, после чего принял решение завершить карьеру профессионального спортсмена, уступив место молодым итальянским бобслеистам. Приходится родным братом не менее известному бобслеисту Джильдо Сьорпаэсу.